# Valentyna Kisil
Valentyna Kisil (en ucraniano: Валентина Кісіль; 5 de julio de 1998) es una deportista ucraniana que compite en halterofilia. Ganó tres medallas en el Campeonato Europeo de Halterofilia entre los años 2017 y 2025.

## Palmarés internacional
| Campeonato Europeo | Campeonato Europeo  | Campeonato Europeo | Campeonato Europeo |
| Año                | Lugar               | Medalla            | Categoría          |
| ------------------ | ------------------- | ------------------ | ------------------ |
| 2017               | Split (Croacia)     | Medalla de plata   | 90 kg              |
| 2023               | Ereván (Armenia)    | Medalla de bronce  | +87 kg             |
| 2025               | Chisináu (Moldavia) | Medalla de bronce  | +87 kg             |